# I. e. 750-es évek
Évszázadok: i. e. 9. század – i. e. 8. század – i. e. 7. század
Évtizedek: i. e. 800-as évek – i. e. 790-es évek – i. e. 780-as évek – i. e. 770-es évek – i. e. 760-as évek – i. e. 750-es évek – i. e. 740-es évek – i. e. 730-as évek – i. e. 720-as évek – i. e. 710-es évek – i. e. 700-as évek
Évek: i. e. 759 – i. e. 758 – i. e. 757 – i. e. 756 – i. e. 755 – i. e. 754 – i. e. 753 – i. e. 752 – i. e. 751 – i. e. 750

## Események
- I. e. 756 - Cyzicus megalapítása
- I. e. 755 - III. Assur-Dán halála után V. Assur-nirári lesz az Újasszír Birodalom uralkodója
- I. e. 755 - 23 évnyi uralkodás után meghal Aeschylus, Athén királya, s őt Alcmaeon követi a trónon
- I. e. 753 – Róma alapításának hagyományosan elfogadott dátuma
- I. e. 753 - Alkmaión, az utolsó athéni örökös arkhón halála, s a trónon Harops követi
- I. e. 750 körül hallstatti kultúra, vaseszközök használata Európában.

## A világ vezetői
- Romulus, Róma mitikus királya
- V. Sesonk, III. Oszorkon, III. Takelóth, Rudamun (ókori Egyiptom)
- III. Assur-Dán, V. Assur-nírári (Újasszír Birodalom)
- Nabú-sum-iskun (Babilónia)
- I. Argisti, II. Szarduri (Urartu)
- Ping (Kína, Csou-dinasztia)
- II. Jeroboám, Zakariás, Sallum, Menáhem (ókori Izrael)
- Uzziás (Júdea)
- Niumateped, Titanu, Ker Líbia királyai